# Bello Musa Kofarmata
Bello Musa Kofarmata (Kano, Nigeria, 12 de mayo de 1988-2 de noviembre de 2022) fue un futbolista nigeriano que jugaba en la posición de delantero.

## Carrera

### Club
| Periodo   | Club               |
| --------- | ------------------ |
| 2007–2010 | Kano Pillars       |
| 2010–2012 | Heartland F.C..    |
| 2012–2015 | Kano Pillars       |
| 2016      | Ifeanyi Ubah FC    |
| 2017–2019 | El-Kanemi Warriors |

### Selección nacional
Jugó para la selección juvenil en la copa Mundial de Fútbol Sub-20 de 2007 celebrada en Canadá, donde disputó cuatro partidos sin anotar gol.
Con la selección mayor jugó un partido obteniendo la victoria ante la República Democrática del Congo por 5-2, el 3 de marzo de 2010, entrando de cambio.

## Logros
- Liga Premier de Nigeria: 3

2007/08, 2013, 2014
- Copa de Nigeria: 2

2011, 2012
- Supercopa de Nigeria: 2

2011, 2012
- NEROS Anambra FA CUP: 1

2016
- Copa de la Federación de Nigeria: 1

2016